# Чебургольская
Чебургольская — станица в Красноармейском районе Краснодарского края. Административный центр Чебургольского сельского поселения.

## Население
| 2002 | 2010  |
| ---- | ----- |
| 2462 | ↘2447 |

## Улицы
| - пер. Зелёный, - пер. Приречный, - пер. Светлый, - пер. Тихий, - ул. Комсомольская, - ул. Красноармейская, - ул. Кубанская, - ул. Молодёжная, | - ул. Пионерская, - ул. Полевая, - ул. Садовая, - ул. Северная, - ул. Советская, - ул. Школьная, - ул. Южная. |